# Дом-музей С. Д. Эрьзи
Дом-музе́й С. Д. Э́рьзи — музей в селе Баево Ардатовского района Мордовии, филиал Мордовского республиканского музея изобразительных искусств имени С. Д. Эрьзи.
Открыт в 1976 году, к 100-летию со дня рождения скульптора Степана Дмитриевича Эрьзи (Нефёдова). Первоначально экспозиция музея размещалась в маленьком уголке местной школы, затем она заняла небольшой домик, крытый соломой и напоминавший избу Нефедовых. Нынешнее здание представляет собой типичную для мордовских сёл одноэтажную деревянную избу с четырёхскатной крышей, состоящую из жилого помещения и сеней. Дом построен недалеко от места, где прежде находилась изба Нефёдовых. В экспозиции дома-музея документы и фотографии, посвящённые различным периодам жизни Эрьзи, репродукции некоторых из его произведений, личные вещи скульптора, работы его учеников.
У входа в музей установлен памятник Эрьзе работы московского скульптора Алдоны Ненашевой.